# 天野雄得
天野 雄得（あまの かつあり）は、安土桃山時代の武将、江戸時代前期の旗本。

## 生涯
織田氏・豊臣氏に仕えた天野雄光の次男。当初は母方の北畠氏を称した。天正19年（1591年）畿内から江戸へ向かう徳川家康に伊勢鈴鹿で謁見し、小姓として取り立てられて天野氏と改め、翌年には上総望陀郡・市原郡内に1,000石余を与えられた。慶長19年（1614年）からの大坂の陣では長男雄則と共に水野忠清の組下でいずれも従軍し、夏の陣では天王寺口の戦いでは沼地を隔てた敵軍への攻撃を主張し、先駆けの2将が討たれたため3番手として味方を励ました。また能勢九郎左衛門という武将を撃退する功があった。戦後は先駆けを勲功と評されて上総武射郡に1,000石を加えられて計2,100石となった。
長男雄則と三男雄好がいずれも旗本に取り立てられたが、最終的に五男雄重が雄則の名跡を継いで家名を保った。